# Национальная регбийная лига
Национальная регбийная лига (англ. National Rugby League) — крупнейший клубный чемпионат по регбилиг (регби-13) в Австралии и Новой Зеландии. Турнир проводится Австралийской комиссией по регбилиг — пятнадцать команд-участниц чемпионата базируются именно в этой стране, в то время как новозеландское регби представлено лишь одним клубом. Коммерческое название турнира — Telstra Premiership (по названию генерального спонсора телекоммуникационной компании Telstra). Лига считается наиболее престижным клубным состязанием в мире регбилиг, а по среднему показателю посещаемости матчей превосходит даже турниры по регби-15.
Лига обладает статусом чемпионата Австралии по регбилиг. Изначально же, с 1908 года приз турнира разыгрывался между несколькими сиднейскими командами. Современный формат чемпионата был утверждён в конце XX и начале XXI веков как результат противостояния между двумя организациями: Суперлигой, поддерживаемой структурами Руперта Мёрдока, и Австралийской регбийной лигой. В 1997 году обе организации проводили свой независимый чемпионат, так как стороны не достигли соглашения о распределении телевизионных прав на матчи лиги. Тем не менее, организациям удалось договориться, и чемпионат проводился ими совместно вплоть до 2012 года. Начиная с сезона—2012 чемпионат проводится при участии независимой Австралийской комиссии по регбилиг.
Матчи регулярного сезона проводятся в Австралии и Новой Зеландии с весны по осень того же года. Судьба чемпионского титула решается в финале сезона, который традиционно является одним из наиболее популярных спортивных мероприятий в Сиднее. Кроме того, победитель чемпионата ежегодно соревнуется с лучшей европейской командой в рамках клубного чемпионата мира.

## Формат

### Предсезонные матчи
Предсезонный этап лиги, как правило, начинается в феврале и заканчивается в начале марта. Клубы используют это время для организации подготовительных матчей, однако в рамках предсезонного этапа разыгрывается несколько трофеев. «Рустерз» («восточная команда») и «Уэстс Тайгерс» («западная команда») сражаются за приз Foundation Cup, а «Рэббитоуз» и «Сент-Джордж» борются за трофей Charity Shield. Товарищеские матчи часто проводятся в тех городах, которые не принимают игры регулярного чемпионата. Ранее перед сезоном НРЛ проводились международные встречи по регби-7, однако данная традиция была упразднена ввиду риска получения травм. С 2010 года ключевым событием предсезонного этапа стал Матч всех звёзд. Участвующие команды формируются посредством общего голосования. Победителю матча вручается трофей Артура Битсона. В 2014 году в новозеландском Окленде пройдёт турнир по регби-9, в котором примут участие все 16 клубов НРЛ.
Клубный чемпионат мира, в котором встречаются лучшие команды Южного и Северного полушарий, проводится ежегодно. Первый подобный матч состоялся в 1976 году, но только с конца 1980-х годов кубок разыгрывается регулярно. Телевизионная война 90-х сказалась и на судьбе этого турнира, однако с 2000 года межконтинентальный матч проводился без остановок. В силу соревновательных предпосылок участниками матча пока становились только представители Англии и Австралии.

### Регулярный сезон
Сезон лиги начинается в марте и заканчивается в августе (финальная серия — в сентябре). Матчи проводятся каждую неделю на протяжении 24 туров. В большинстве случаев два матча тура проводятся в пятницу, три — в субботу, два — в воскресенье, последняя же игра проходит в понедельник. Некоторые туры обладают особым статусом (Heritage Round, Women in League Round, Rivalry Round). В течение сезона некоторые принципиальные соперники разыгрывают между собой ряд трофеев. За кубок Рона Кута сражаются «Рустерз» и «Рэббитоуз», кубок Джека Гибсона вручается победителю матча «Парраматта»—«Рустерз», Кубок легенд лиги 1989 года достаётся «Уэстс Тайгерс» или «Канберре», а обладатель кубка Bandage Bear определяется по итогам противостояния «Кентербери-Бэнкстаун» и «Парраматты».
За победу команда получает два очка, за ничью — одно. Интересно, что каждая команда проводит в течение сезона 2 матча «с опозданием», и каждая такая игра также оценивается в два очка (помимо очков, присуждаемых за результат матча). Если две команды набирают равное количество очков, локальный лидер определяется по разнице набранных в матчах очков. Победители регулярного чемпионата получают титул «малых премьерс» (англ. minor premiers).

### Финалы
Восемь сильнейших команд регулярного сезона выходят в финальную серию. Структура календаря определяется по системе Макинтайра (она даёт преимущество командам, занявшим более высокие позиции). Восемь клубов состязаются в течение четырёх недель в августе и сентябре. По итогам серии определяются две команды, которые будут бороться за титул чемпиона в большом финале. Финал часто проводится в первое воскресенье октября.
С 1999 года большой финал проводится на сиднейском олимпийском стадионе «Австралия». В первый же год проведения финала на «Австралии» был побит рекорд посещаемости матчей регбилиг в стране: за игрой наблюдали 107 999 зрителей. За неделю до игры участники финала и сотни гостей проводят т. н. «завтрак большого финала» (англ. Grand Final Breakfast), который транслируется в прямом эфире. Финальный матч предваряет церемония открытия, включающая и исполнение национального гимна известными в музыкальном мире фигурами. Затем, незадолго до стартового свистка кубок НРЛ доставляется на арену боевым вертолётом австралийской армии.
После матча команда победителей награждается чемпионскими кольцами. Лучший игрок матча, определяемый представителями сборной Австралии получает медаль Клайва Чёрчилла, а премьер-министр вручает капитану кубок лиги.
В 2010 году правительство Нового Южного Уэльса зарезервировало стадион для проведения финала до 2022 года. Цена сделки составила $45 млн.

## Участники
Девять клубов представляют Сидней и его окрестности, один располагается в другом городе штата Новый Южный Уэльс, один базируется в Виктории, четыре - в Квинсленде, ещё одна команда играет в столице Австралии и, наконец, один клуб представляет Новую Зеландию. Все участники чемпионата соревнуются в рамках одного дивизиона, обмен командами с нижестоящими лигами не предусмотрен.
Все участники чемпионата, за исключением «Кроналлы-Сазерленда», «Норт Квинсленда», «Голд-Коста» и новозеландских «Уорриорз», по крайней мере один раз становились победителями турнира.

## Победители
Команда «Мельбурн Сторм» была лишена двух чемпионских титулов (2007, 2009) и трёх побед в регулярном сезоне (2006, 2007, 2008) из-за нарушений правила о потолке заработных плат. Тем не менее, руководство лиги решило не присуждать победу в указанных сезонах командам, занявшим вторые места.
| Сезон | Финал                     | Финал | Финал                   | Победитель регулярного чемпионата    |
| Сезон | Чемпион                   | Счёт  | Финалист                | Победитель регулярного чемпионата    |
| ----- | ------------------------- | ----- | ----------------------- | ------------------------------------ |
| 1998  | «Брисбен Бронкоз»         | 38–12 | «Кентербери-Бэнкстаун»  | «Брисбен Бронкоз» (37 очков)         |
| 1999  | «Мельбурн Сторм»          | 20–18 | «Сент-Джордж Иллаварра» | «Кроналла-Сазерленд» (40 очков)      |
| 2000  | «Брисбен Бронкоз»         | 14–6  | «Сидней Рустерз»        | «Брисбен Бронкоз» (38 очков)         |
| 2001  | «Ньюкасл Найтс»           | 30–24 | «Парраматта»            | «Парраматта» (42 очка)               |
| 2002  | «Сидней Рустерз»          | 30–8  | «Уорриорз»              | «Уорриорз» (38 очков)                |
| 2003  | «Пенрит Пантерз»          | 18–6  | «Сидней Рустерз»        | «Пенрит Пантерз» (40 очков)          |
| 2004  | «Кентербери-Бэнкстаун»    | 16–13 | «Сидней Рустерз»        | «Сидней Рустерз» (42 очка)           |
| 2005  | «Уэстс Тайгерс»           | 30–16 | «Норт Квинсленд»        | «Парраматта» (36 очков)              |
| 2006  | «Брисбен Бронкоз»         | 15–8  | «Мельбурн Сторм»        | «Мельбурн Сторм» (44 очка) — лишены  |
| 2007  | «Мельбурн Сторм» — лишены | 34–8  | «Мэнли-Уорринга»        | «Мельбурн Сторм» (44 очка) — лишены  |
| 2008  | «Мэнли-Уорринга»          | 40–0  | «Мельбурн Сторм»        | «Мельбурн Сторм» (38 очков) — лишены |
| 2009  | «Мельбурн Сторм» — лишены | 23–16 | «Парраматта»            | «Сент-Джордж Иллаварра» (38 очков)   |
| 2010  | «Сент-Джордж Иллаварра»   | 32–8  | «Сидней Рустерз»        | «Сент-Джордж Иллаварра» (38 очков)   |
| 2011  | «Мэнли-Уорринга»          | 24–10 | «Уорриорз»              | «Мельбурн Сторм» (42 очка)           |
| 2012  | «Мельбурн Сторм»          | 14–4  | «Кентербери-Бэнкстаун»  | «Кентербери-Бэнкстаун» (40 очков)    |
| 2013  | «Сидней Рустерз»          | 26-18 | «Мэнли-Уорринга»        | «Сидней Рустерз» (40 очков)          |

## Статистика и рекорды
Официальная статистика лиги ведётся со времён Регбийной лиги Нового Южного Уэльса.
- «Рэббитоуз» являются обладателями наибольшего числа чемпионских титулов (20). «Сент-Джордж» становился чемпионом 15 раз, а «Рустерз» — 12.
- Победа с наибольшим разрывом в счёте была зафиксирована в 1935 году, когда «Сент-Джордж» обыграл «Кентербери-Бэнкстаун» со счётом 91:6. Кроме того, эта победа стала наиболее крупной по числу набранных победителем очков.
- В 1975 году «Рустерз» одержали победу в 19 матчах подряд, а в 1935—1938 годах не проигрывали на протяжении 35 встреч. В 1934—1936 годах команда «Юнивёрсити» проиграла 42 раза подряд.
- Даррен Локьер провёл в чемпионате 355 встреч, став самым опытным игроком лиги. Второе место по этому показателю удерживает Терри Лэмб (350), третье — Стив Мензис (349).
- Наибольшее число очков в лиге набрал Хазем Эль-Масри, на его счету 2418 очков (159 попыток и 891 гол). Эль-Масри выступал за «Кентербери-Бэнкстаун» в 1996—2009 годах. Больше всего попыток занёс Кен Ирвайн (212), выступавший за «Норт Сидней Беарз»  и «Мэнли-Уорринга».
- Эль-Масри также является лидером по количеству очков. набранных в одном сезоне (342, 16 попыток, 139 голов, 2004 год). Дэвид Браун из «Истс» занёс 38 попыток в сезоне 1935 года.
- Браун набрал 45 очков в матче против «Кентербери-Бэнкстауна» (1935). Восемь попыток в одной встрече занёс Фрэнк Бёрдж из «Глеб» (матч против «Юнивёрсити», 1920 год).